# Terra de l'Encens
La Terra de l'Encens és un indret del Sultanat d'Oman dins la ruta de l'encens, a la Governació de Dhofar. El lloc inclou arbres d'encens de l'Ouadie Dawkah, les restes de l'oasi caravaner fortificat de Shisr/Wubar i els ports comercials de Khor Rori i d'Al-Tic, que eren crucials en el comerç medieval d'encens i d'una gran importància arqueològica avui dia. La Terra de l'Encens va ser inscrita en el Patrimoni de la Humanitat per la UNESCO l'any 2000.